# Fabio Luca Cavazza
Fabio Luca Cavazza (Bologna, 24 maggio 1927 – Milano, 27 novembre 1996) è stato un editore italiano.

## Biografia
Dopo la laurea in giurisprudenza, chiese a Giorgio Barbieri, amico di famiglia e proprietario del Resto del Carlino  di finanziare una rivista legata all'Università di Bologna. Il 25 aprile 1951 uscì il primo numero della rivista "il Mulino", col sottotitolo "Quindicinale di informazione culturale e universitario", con un gruppo redazionale composto da giovani studiosi dell'ateneo bolognese tra i quali si ricordano Antonio Santucci, Luigi Pedrazzi, Nicola Matteucci, Federico Mancini. Fino alla metà degli anni '60 contribuì alla vita del periodico, alla sua evoluzione e alla fondazione dell'omonima società editrice, soprattutto attraverso le relazioni con l'USIA, l'agenzia governativa statunitense che coordinava i diversi Unites States Information Services (USIS) del mondo, dedicati alla "diplomazia culturale". 
Dopo l'esperienza del Mulino (in cui rimase come membro del consiglio di amministrazione), entrò nei cda della "Stampa", del "Sole 24 Ore" in qualità di amministratore delegato e ne fu anche direttore, del Corriere della Sera e dell'Istituto italiano per gli studi storici.
Morì a Milano nel novembre 1996 a 69 anni.

## Vita privata
Sposò nel luglio 1961 Adriana Cassarini. Dal matrimonio due figli: Federico e Marianna.